# Giovanni Marchetti
Giovanni Marchetti, né le 10 avril 1753 à Empoli et mort dans cette même ville le 15 novembre 1829, est un archevêque, écrivain et érudit italien.

## Biographie
Giovanni Marchetti nait à Empoli en Toscane, dans une famille modeste, le 10 avril 1753. Il est pris en amitié par le cardinal Torregiani, son compatriote, qui se charge des frais de son éducation. À la fin de ses études il part pour Rome, devient secrétaire du duc Giuseppe Mattei ; puis ayant reçu les ordres sacrés, il est placé, par le cardinal Vitaliano Borromeo, auprès du jeune duc Francesco Sforza Contarini, en qualité de précepteur.
Une critique qu’il publie de l’Histoire ecclésiastique de Claude Fleury lui attire les foudres des Jansénistes, et lui fait perdre sa place. Il se livre alors à l’exercice de son ministère, et obtient de la réputation comme prédicateur. Ses conférences sur l’Écriture sainte, dans l’église du Gesù de Rome, attirent un grand concours d’auditeurs. Ses succès fixent l’attention de Pie VI, qui le nomme d’abord examinateur du clergé romain, puis président du collège de l’église des Jésuites.
Lorsque les Français entrent dans Rome en 1798, Marchetti est incarcéré dans le château Saint-Ange, puis banni du territoire de la république romaine. Il rentre alors dans sa patrie ; mais l’invasion la Toscane par les armées françaises lui vaut une nouvelle incarcération, qui est toutefois de courte durée. Après l’élection de Pie VII, il revient à Rome et se livre tout entier à ses travaux. Lorsque ce pontife prononce l’excommunication de Napoléon, Marchetti, soupçonné d’avoir été le conseiller de cette mesure, est exilé à l’île d'Elbe, où il reste peu de temps, car il obtient de se fixer dans sa patrie. En 1814 il est successivement nommé archevêque d'Ancyre (de) in partibus, gouverneur du fils de la reine d’Etrurie Marie-Louise, et administrateur du diocèse de Rimini, avec le titre de vicaire apostolique, n’ayant pas voulu être évêque titulaire. Il retourne à Rome sous le pontificat de Léon XII, qui le choisit pour secrétaire de la congrégation des évêques, emploi dont il se démet peu après. Il se retire alors à Empoli, et y meurt le 15 novembre 1829.

## Œuvres
- Critique de l’Histoire ecclésiastique et des discours de M. l’abbé Fleury. Ce livre a obtenu plusieurs éditions et a été traduit en français en allemand en espagnol.
- L’Autorité suprême du pontife romain, démontrée par un seul fait, in-8° ;
- les Raciniennes, ou Lettres d’un catholique à un partisan de l’Histoire ecclésiastique de Bonaventure Racine, in-8° ;
- Entretiens familiers sur l’histoire de la religion avec ses preuves, 2 vol. in-8° ;
- De l’Education civile et chrétienne de la jeunesse, lettres critico-morales, 2 vol. in-8° ;
- les Devoirs du sacerdoce chrétien, exposés en forme de retraite de trente jours, 3 vol. in-8° ;
- Leçons sacrées depuis l’entrée du peuple de Dieu dans la terre de Chanaan jusqu’à la captivité de Babylone, Rome, 1803-1808, 12 vol. in-8° ;
- De l’Église sous le rapport politique, 3 vol. in-8°.